# Golf bei den Olympischen Spielen
Golf ist eine olympische Sportart, die zunächst nur bei den Olympischen Spielen 1900 und 1904 im Programm war, bevor nach einer Pause von 112 Jahren seit den Sommerspielen in Rio de Janeiro 2016 wieder Wettkämpfe stattfinden.

## Übersicht der Wettbewerbe
| Wettbewerb             | 96 | 00 | 04 | 06 | 08 | 12 | 20 | 24 | 28 | 32 | 36 | 48 | 52 | 56 | 60 | 64 | 68 | 72 | 76 | 80 | 84 | 88 | 92 | 96 | 00 | 04 | 08 | 12 | 16 | 20 | 24 | 28 | 32 | Gesamt |
| ---------------------- | -- | -- | -- | -- | -- | -- | -- | -- | -- | -- | -- | -- | -- | -- | -- | -- | -- | -- | -- | -- | -- | -- | -- | -- | -- | -- | -- | -- | -- | -- | -- | -- | -- | ------ |
| Einzel – Männer        |    | •  | •  |    |    |    |    |    |    |    |    |    |    |    |    |    |    |    |    |    |    |    |    |    |    |    |    |    | •  | •  | •  |    |    | 5      |
| Mannschaft – Männer    |    |    | •  |    |    |    |    |    |    |    |    |    |    |    |    |    |    |    |    |    |    |    |    |    |    |    |    |    |    |    |    |    |    | 1      |
| Einzel – Frauen        |    | •  |    |    |    |    |    |    |    |    |    |    |    |    |    |    |    |    |    |    |    |    |    |    |    |    |    |    | •  | •  | •  |    |    | 4      |
| Anzahl der Wettbewerbe |    | 2  | 2  |    |    |    |    |    |    |    |    |    |    |    |    |    |    |    |    |    |    |    |    |    |    |    |    |    | 2  | 2  | 2  |    |    | 10     |

## Die Spiele

### Paris 1900

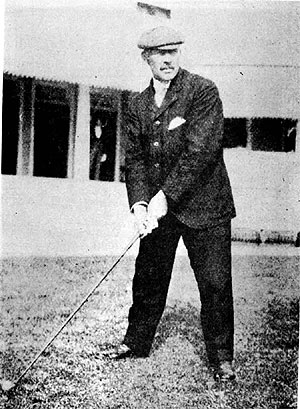
George Lyon, Olympiasieger im Golf 1904

Für die Spiele 1900 in Paris wurden zwei Golfturniere vom IOC als olympisch anerkannt: Eines für Damen und eines für Herren. Die US-Amerikaner Margaret Abbott und Charles Sands waren die ersten Olympiasieger. Auf dem 9-Loch-Platz der Société du Sport in Compiègne, einem Ort 80 km nördlich von Paris, spielten die Damen eine Runde, die Herren vier. Es nahmen insgesamt 22 Golfer teil, 10 Damen und 12 Herren.

### St. Louis 1904
In St. Louis 1904 wurde der Damen-Wettbewerb durch einen Mannschaftswettbewerb ersetzt. Gespielt wurde im Glen Echo Country Club auf einem Platz mit 18 Löchern. Am Einzelwettbewerb nahmen 75 Herren teil. Gold gewann überraschend George Lyon, einer der drei teilnehmenden Kanadier. Alle anderen Teilnehmer kamen aus den USA.

### Rio de Janeiro 2016
Auf der 121. IOC-Sitzung am 9. Oktober 2009 in Kopenhagen wurde Golf wieder in das olympische Programm aufgenommen. Geplant waren je ein Turnier für Damen und Herren, gespielt wurden vier Runden à 18 Löcher.

## Ewiger Medaillenspiegel
Stand: 2024
| Rang | Land               | Goldmedaille | Silbermedaille | Bronzemedaille | Gesamt |
| ---- | ------------------ | ------------ | -------------- | -------------- | ------ |
| 1    | Vereinigte Staaten | 6            | 3              | 5*             | 14     |
| 2    | Großbritannien     | 1            | 2              | 1              | 4      |
| 3    | Neuseeland         | 1            | 1              | 1              | 3      |
| 4    | Kanada             | 1            |                |                | 1      |
|      | Südkorea           | 1            |                |                | 1      |
| 6    | Japan              |              | 1              |                | 2      |
| 7    | Schweden           |              | 1              |                | 1      |
|      | Slowakei           |              | 1              |                | 1      |
|      | Deutschland        |              | 1              |                | 1      |
| 10   | China              |              |                | 2              | 2      |
| 11   | Chinesisch Taipeh  |              |                | 1              | 1      |

* 1904 wurden im Männer Einzel 2 Bronzemedaillen vergeben.